# كول أوف ديوتي: بلاك أوبس 7
كول أوف ديوتي: بلاك أوبس 7 (بالإنجليزية: Call of Duty: Black Ops 7) هي لعبة إطلاق نار من منظور الشخص الأوّل مُرتقبة، تُطوّرها تريارك وريفن سوفتوير، وتنشرها أكتيفجن. تُعدّ الإصدار الثاني والعشرين ضمن سلسلة كول أوف ديوتي، والثامنة ضمن سلسلة بلاك أوبس الأساسية، وهي تأتي مُتابعة لـ كول أوف ديوتي: بلاك أوبس 6 (2024). تدور أحداثها في عام 2035، وتُلعب في أوضاع اللاعب المنفرد أو التعاوني، وتشمل طور اللعب الجماعي ووضع الزومبي التعاونية المستمرة.
جرى تطوير كول أوف ديوتي: بلاك أوبس 7 بالتوازي مع إنتاج كول أوف ديوتي: بلاك أوبس 6، حيث حصل كلا العنوانين على الموافقة في الوقت نفسه. بدأت الحملة التسويقية للعبة في يونيو 2025 مع إصدار عرض تشويقي سينمائي خلال عرض ألعاب إكس بوكس 2025، ثم جرى الكشف الكامل عنها في 19 أغسطس خلال معرض غيمز كوم. ومن المقرر إصدار بلاك أوبس 7 في 14 نوفمبر 2025 على منصات بلاي ستيشن 4 وبلاي ستيشن 5 وويندوز وإكس بوكس ون وإكس بوكس سيريس إكس/إس.
ستكون كول أوف ديوتي: بلاك أوبس 7 مثل سابقتها كول أوف ديوتي: بلاك أوبس 6 (2024) لعبة إطلاق نار من منظور الشخص الأول. وبحسب نمط اللعب الذي يختاره اللاعب، يمكنه استخدام معدات عسكرية من المستقبل القريب، مثل الأسلحة، و"الترقيات الميدانية"، و"سلاسل النقاط" لمواجهة خصوم يسيطر عليهم الذكاء الاصطناعي، أو لاعبين آخرين، أو زومبي. يستطيع اللاعبون التنقّل داخل المرحلة/الخريطة في جميع الاتجاهات، كما يمكنهم تنفيذ "قفزات جدارية" على جدران محددة. وفي تغيير عن بلاك أوبس 6، جرى إزالة خيار الحركة المعروف باسم "الركض التكتيكي" وهو زيادة مؤقتة في السرعة تسمح بالحركة أسرع من الركض العادي من نظام الحركة الأساسي، لكنه لا يزال متاحًا كإضافة اختيارية داخل اللعبة عبر إحدى المهارات.
يتضمن كول أوف ديوتي: بلاك أوبس 7 ثلاثة أنماط رئيسية للّعب: حملة فردية/تعاونية، طور اللعب الجماعي، وطور الزومبي التعاوني القائم على الجولات. يمكن لعب الحملة مع ما يصل إلى أربعة لاعبين، حيث يتولى اللاعبون قيادة وحدة من القيادة المشتركة للعمليات الخاصة (JSOC) تحت إمرة ديفيد "سكشن" ماسون. تحتوي الحملة على 11 مهمة إجمالية؛ وعند إكمال جميع المهام يُفتح نشاط يُعرف باسم النهاية (Endgame)، وهو وضع يضع ما يصل إلى 32 لاعبًا داخل مدينة "آفالون" ويكلفهم بتنفيذ سلسلة من الأهداف ضمن مهلة زمنية صارمة. يستطيع اللاعبون إدخال تجهيزاتهم المخصصة معهم في طور النهاية، لكن في حال موتهم يفقدون الوصول إلى عتادهم. إضافةً إلى ذلك، ولأول مرة في تاريخ السلسلة، تتشارك الحملة في نظام التقدم مع طور اللعب الجماعي وطور الزومبي، مما يتيح للاعبين اكتساب نقاط الخبرة (XP) ورفع مستوى رتبهم العامة وأسلحتهم وتمريراتهم الموسمية.
يضع طور اللعب الجماعي في كول أوف ديوتي: بلاك أوبس 7 في معظم الحالات فريقين من ستة لاعبين (6 ضد 6) في مواجهة بعضهم البعض عبر 16 خريطة مختلفة؛ بينما يتيح نمط "المناوشة" (Skirmish) القتالي مواجهات أوسع بين 20 ضد 20 لاعبًا على خريطتين مخصصتين. يمتلك اللاعبون إمكانية الوصول إلى 30 سلاحًا قابلاً للتخصيص في تجهيزاتهم، ومع انطلاق الموسم الأول بعد الإصدار سيتمكنون أيضًا من نقل الأسلحة من بلاك أوبس 6 لاستخدامها في اللعبة.
الجديد في طور اللعب الجماعي الخاص بـ بلاك أوبس 7 هو نظام ترقية يُعرف باسم "زيادة الشحن" (Overclock)، والذي يمنح قدرات إضافية للتجهيزات الفتاكة والتكتيكية، وسلاسل النقاط، والترقيات الميدانية الخاصة باللاعب.
أما في طور الزومبي، فيتعاون من لاعب واحد إلى أربعة لاعبين لمواجهة موجات لا تنتهي من الزومبي ضمن خريطة واسعة النطاق يمكن التنقّل عبرها باستخدام مركبة الغموض (Wonder Vehicle)؛ كما يتضمن الطور أيضًا مجموعة من خرائط البقاء الأصغر حجمًا، بالإضافة إلى نسخة جديدة من نمط اللعبة العلوي "ديد أوبس أركيد" (Dead Ops Arcade).

## المقدمة

### طور القصة
تقع أحداث الحملة في عام 2035، أي بعد ما يقارب عشر سنوات من كول أوف ديوتي: بلاك أوبس 2 (2012). يتحكم اللاعب في القائد في القيادة المشتركة للعمليات الخاصة (JSOC) ديفيد "سكشن" ماسون (يؤدي دوره ميلو فنتيميليا)، الذي يقود فريقًا يُعرف باسم "سبكتر ون" (Specter One) في مهمة للتحقيق في عودة الإرهابي النيكاراغوي المزعوم راؤول مينينديز، الذي يهدد بإحراق العالم خلال ثلاثة أيام. يرافقه في المهمة العملاء مايك هاربر (مايكل روكر)، إيريك سامويلز (جون إيريك بينتلي)، ولييلاني "50/50" توبوولا (فرانكي آدامز)، وذلك تحت إشراف العقيد تروي مارشال (إيلان نويل) في إطار عمليات المرحلة الأولى للقيادة المشتركة للعمليات الخاصة. كذلك، تقف منظمة "النقابة" (The Guild) وهي منظمة إجرامية سابقة تحولت إلى شركة تكنولوجيا بقيادة المديرة التنفيذية إيما كاغان (كيرنان شيبكا)، في مواجهة مينينديز.

### الزومبي
عقب أحداث بلاك أوبس 6، تم نقل طاقم ريكويِم المتكون من غريغوري ويفر، إليزابيث غراي، ماكنزي كارفر، ومايا أغيرنالدو إلى بُعد "دارك إيثر" (Dark Aether)، حيث يلتقون بتجسيدات بديلة لكل من إدوارد ريتشوفن، و"تانك" دمبسي، ونيكولاي بيلينسكي، وتاكايو ماساكي. يشكّل الطاقمان تحالفًا من أجل مواجهة تهديد جديد.

## التطوير
يتم تطوير كول أوف ديوتي: بلاك أوبس 7 بشكل مشترك بين شركتي تريارك وريفن سوفتوير؛ وقد جرى العمل على إنتاج العنوان بالتوازي مع تطوير كول أوف ديوتي: بلاك أوبس 6 (2024)، حيث حصل كلا المشروعين على الموافقة في الوقت نفسه. أوضحت المنتجة السردية الرئيسية ناتالي بوهورسكي أن هذا النهج أتاح لتريارك وريفن البناء بشكل مباشر على الأسس التي وضعتها بلاك أوبس 6 عند تطوير بلاك أوبس 7.
ظهرت أولى التفاصيل المتعلقة باللعبة في أواخر عام 2023، عندما أفاد موقع إنسايدر غايمينغ بأن إصدار كول أوف ديوتي المقرر لعام 2025 سيكون بمثابة متابعة مباشرة لأحداث بلاك أوبس 2، تجري بعد مقتل الخصم الرئيسي في ذلك الجزء، راؤول مينينديز. وفي أبريل 2025، كُشفت تفاصيل إضافية عن بلاك أوبس 7، بما في ذلك وقوع الأحداث في عام 2035، وإدخال الحملة التعاونية، وطور الزومبي، وذلك على لسان شخص قيل إنه حضر جلسة اختبار للعبة ضمن مجموعة دراسية.

## التسويق
أصدرت شركتا أكتيفجن ومايكروسوفت عرضًا تشويقيًا سينمائيًا للعبة بلاك أوبس 7 خلال حدث عرض ألعاب إكس بوكس 2025 بتاريخ 8 يونيو، حيث جرى الكشف عن عنوان اللعبة وفكرتها القَصصية. وفي اليوم نفسه، نشرت مجلة فرايتي تفاصيل أولية حول طاقم التمثيل، بما في ذلك اختيار ميلو فينتميليا لأداء دور ديفيد ماسون، واختيار كيرنان شيبكا لتجسيد شخصية إيما كاغان، المديرة التنفيذية لمنظمة "النقابة"؛ كما أُعلن أن مايكل روكر سيعود لأداء دور مايك هاربر، الشخصية المساندة التي ظهرت سابقًا في بلاك أوبس 2.
في وقت لاحق من الشهر نفسه، تم رفع عرض تشويقي على قناة "كورديس داي" (Cordis Die) على يوتيوب، وهي القناة نفسها التي استُخدمت عام 2012 للترويج للعبة بلاك أوبس 2. وفي أغسطس، كشفت أكتيفجن عن عدة عروض ترويجية تمثيلية (live-action) تُركز على منظمة "النقابة"، إلى جانب إطلاق موقع إلكتروني تفاعلي مخصص لها. كما نُشرت مقالات دعائية عن المنظمة برعاية في مجلتي فوربس ووايرد.
جرى الكشف الكامل الأول عن اللعبة في 19 أغسطس خلال معرض غيمز كوم، حيث شارك مطوّرو تريارك وريفن سوفتوير تفاصيل حول القصة وعناصر أسلوب اللعب الجديدة. كما تم إصدار عرض تقديمي مدته 17 دقيقة تحت عنوان "Direct" بالتزامن مع الكشف، وتضمّن مزيدًا من التفاصيل حول الحملة وطور اللعب الجماعي. ومن المقرر أن يتم الكشف الكامل عن طور الزومبي في أوائل سبتمبر، بينما سيُعرض استعراض موسّع لطور اللعب الجماعي خلال حدث "كول أوف ديوتي: نكست 2025" بتاريخ 30 سبتمبر.

## الإصدار
من المقرر إصدار كول أوف ديوتي: بلاك أوبس 7 في 14 نوفمبر 2025، على منصات بلاي ستيشن 4 وبلاي ستيشن 5 وويندوز وإكس بوكس ون وإكس بوكس سيريس إكس/إس. وستكون اللعبة متاحة أيضًا لمشتركي خطط مختارة من خدمة إكس بوكس غيم باس يوم الإطلاق، بما في ذلك إكس بوكس غيم باس ألتيميت وبي سي غيم باس. كما سيحصل الذين يقومون بالطلب المسبق للعبة أو يمتلكون اشتراكًا نشطًا في خدمة إكس بوكس غيم باس على وصول مبكر إلى النسخة التجريبية المفتوحة (بيتا) الخاصة بطور اللعب الجماعي، والتي من المقرر أن تُجرى في الفترة من 2 إلى 8 أكتوبر.